# Alchornea tachirensis
Alchornea tachirensis là một loài thực vật có hoa trong họ Đại kích. Loài này được R.de S.Secco mô tả khoa học đầu tiên năm 1998 publ. 1999.